# Zombies en La Moneda
Zombies en La Moneda es una serie de cómics publicada en Chile desde el año 2009 por Mythica Ediciones, la más exitosa del sello. Los guiones están a cargo de Marco Rauch, Kobal, Ángel Bernier, Manuel Mella Vilches y José Lagos. Los dibujos y tintas fueron realizados por Eduardo De La Barra, Huicha, Caoz, Ronny Tobar, Cristóbal Jofré y Sebastián Lizana.

## Historia
Son siete episodios unitarios que nos presentan el catastrófico advenimiento de una plaga zombi en Santiago de Chile, de la cual se desconocen sus causales pero sus efectos son rápida y desastrosamente visibles en diversos puntos de la capital. Sus protagonistas abarcan a la gente común y corriente, pasando por figuras del espectáculo y llegando incluso a las más altas esferas del poder.
El equipo realizador de Zombies en La Moneda, está compuesto por:
- Manuel Mella Vilches, Director.
- Gonzalo Gorigoitía, Coordinador de guiones.
- Kobal, quien aparece como "Rubén Guerrero (Kobal)" Consultor creativo.

## Ediciones

### Zombies en La Moneda, Tomo 1 (ISBN 978-956-8831-03-05)
Zombies en La Moneda: Volumen 1, primera edición fue publicado en julio de 2009 contó con un prólogo escrito por el destacado publicista chileno Juan Andrés Salfate, y dos presentaciones, una a cargo de Marco Rauch y una a cargo de Manuel Mella Vilches. El volumen 1 contiene los siguientes cómics:
- TV Zombie, guion de Marco Rauch, y arte de Eduardo De La Barra.
- El pago de Chile, guion de Kobal, y arte de Cristóbal Jofré.
- Gloria y Victoria, guion de Manuel Mella Vilches, y arte de Caoz.
- Escape de la Estación Mapocho, guion de Kobal, y arte de Ronny Tobar.
- Camino a La Moneda, guion de José Lagos, y arte de Sebastián Lizana.
- La casa donde tanto se sufre, guion de Ángel Bernier, y arte de Huicha & Cristóbal Jofré.

La portada del volumen 1 estuvo a cargo del artista Alan Robinson.
En el interior, hay un pin-up del artista: Daniel Mejías.

### Zombies en La Moneda, Tomo 2 (ISBN 978-956-8831-05-09)
Zombies en La Moneda: Volumen 2, primera edición fue publicado en diciembre de 2009 contó con dos prólogos, escritos por Marco Rauch y Manuel Mella Vilches. El volumen 2 contiene los siguientes cómics:
- Monstruos prometedores, guion de Ángel Bernier, y arte de Huicha, quién aparece como "José Huichamán".
- Reality zombie, guion de Marco Rauch, y arte de Eduardo De La Barra.
- Anarkía, guion de José Lagos, quién aparece como "José Lagos Ahumada" , y arte de Sebastián Lizana.
- Voodoo Zombie y la maldición de los muertos vivientes (o estas botas están hechas para reventar cráneos), guion de Gonzalo Gorigoitía, y arte de Ronny Tobar.
- Después de la gloria, guion de Manuel Mella Vilches, y arte de Caoz, quién aparece como "Claudio "Caoz" Muñoz".
- Expiatus, guion de Kobal & Cristóbal Jofré, y arte de Cristóbal Jofré, Kobal, Coyote y Caty.

La portada del volumen 2 estuvo a cargo del artista Eduardo De La Barra.
En el interior, hay varios pin-up de los artistas: Huicha, Eduardo De La Barra, Daniel Mejías y Sebastián Lizana.

### Zombies en La Moneda, Tomo 3 (ISBN 978-956-8831-02-8)
Zombies en La Moneda: Volumen 3, primera edición fue publicado en noviembre de 2010 y contó con un prólogo, escrito por Francisco Ortega y dos presentaciones, a cargo de Marco Rauch y de Manuel Mella Vilches. El volumen 3 contiene los siguientes cómics:
- Cumplimiento del deber, guion de Manuel Mella Vilches, quien aparece como "Manuel Mella" y arte de Nelson Daniel.
- El retorno de los ñoños, guion de Kobal & Gonzalo Gorigoitía, y arte de Daniel Endi & Kote Carvajal.
- Cara y cruz de La Moneda, guion de Ángel Bernier, y arte de Huicha, quien aparece como "José Huichamán".
- Asedio, guion de José Lagos, y arte de Sebastián Lizana.
- Zombie Squad, guion de Marco Rauch, y arte de Eduardo De La Barra.
- Hermano, guion de Kobal, y arte de Cristóbal Jofré.
- Epílogo, guion de Gonzalo Gorigoitía, y arte de Gabriel Hernández.

La portada del volumen 3 estuvo a cargo de los artistas Daniel Mejías y Kote Carvajal.
En el interior, hay varios pin-up de los artistas: Nelson Daniel, Kobal.

### Zombies en La Moneda, Saga Santiago - Edición completa (ISBN 978-956-8831-10-3)
Zombies en La Moneda: Saga Santiago - Edición completa, es un libro de 256 páginas. La primera edición fue publicada en mayo de 2011 y contó con un prólogo, escrito por Jorge Montealegre Iturra. Este tomo compilatorio, contiene todos los cómics de los volúmenes 1, 2 y 3, e incluye dos cómics inéditos:
- Amistad, guion de Kobal & Gonzalo Gorigoitía, y arte de Eduardo De La Barra.
- Entelequia, guion de Gonzalo Gorigoitía & Manuel Mella Vilches, y arte de Jade González.

### Zombies en La Moneda, Misión Valparaíso (ISBN 978-956-8831-11-0)
Continuación de la Saga Santiago, a partir de este tomo la trama se desarrolla en las ciudades de Valparaíso y Viña del Mar. En él se explica el resurgimiento de la plaga zombi en la sede del poder legislativo, y sede provisional del poder ejecutivo. Vuelven a aparecer personajes emblemáticos de la Saga Santiago, así como tantos otros.
- Cerro Alegre, guion de Ángel Bernier y arte de Ekara.
- Crónicas de muertes más que anunciadas, guion y arte de Renzo Soto.
- Dieta parlamentaria, guion de José Lagos, y arte de Sebastián Lizana.
- Festi... Braaains, guion de Marco auch, y arte de Eduardo De La Barra.
- ¡Papurri!, guion de Manuel Mella Vilches, y arte de Rodrigo López.
- Cementerio, guion de Gonzalo Gorigoitía, y arte de Alonso Salazar.
- Noche gótica, guion de Kobal, y arte de Cristóbal Jofré. Artista invitado: Coyote.
- Sidekick, guion de Grez - Einfalt, y arte de Cristián (TEC) Díaz.
- Epílogo, guion de Gonzalo Gorigoitía y José Lagos, y arte de Diego Donoso.

La rotulación de todas las historia fue llevada a cabo por Sebastián Castro.

## Franquicias

### Zombies en La Moneda: Juego de cartas
Zombies en La Moneda: Juego de cartas, es un juego de cartas no coleccionables para disfrutar de 2 a 6 jugadores creado por Editorial Tabula Rasa. El objetivo es rescatar a la mayor cantidad de personas en un Santiago apocalíptico, antes de que las baterías humanas que dan energía y controlan a los zombis desde dentro del Palacio de La Moneda, sean detonadas. Pero no todo será tan fácil, porque el rescate de cada persona podrá verse interrumpido por los zombis sedientos de cerebros que vagan por la ciudad.